# Валґуська сільська рада
Ва́лґуська сільська рада (ест. Valgu külanõukogu, рос. Валгуский сельский совет) — сільська рада в Естонській РСР, адміністративно-територіальна одиниця в складі повіту Ляенемаа (1945—1950) та Пярну-Яаґупіського району (1950—1954).

## Історія
13 вересня 1945 року на території волості Велізе в Ляенеському повіті утворена Валґуська сільська рада з центром у поселенні Валґу.
26 вересня 1950 року, після скасування в Естонській РСР повітового та волосного поділу, сільська рада ввійшла до складу новоутвореного Пярну-Яаґупіського сільського району.
17 червня 1954 року в процесі укрупнення сільських рад Естонської РСР Валґуська сільська рада ліквідована, а її територія склала північну частину Велізеської сільської ради.